# 자미루 몬테이루
자미루 그레고리 몬테이루 알바렝가(포르투갈어: Jamiro Gregory Monteiro Alvarenga, 1993년 11월 23일 ~ )는 에레디비시의 PEC 즈볼러에서 미드필더로 뛰고 있는 네덜란드 태생 카보베르데의 프로 축구 선수로 카보베르데 국가대표팀의 일원으로도 활약 중이다.

## 어린 시절
몬테이루는 네덜란드 로테르담에서 카보베르데 이민자 부모님 밑에서 자랐다. 20살에 축구에서 몬테이루의 기술은 결국 FC 도르드레흐트의 U-21 시스템에 합류할 기회를 주었다. 21살이 되자 그는 결국 SC 캄뷔르에서 U-21 시스템과 계약을 체결하여 첫 번째 팀을 이루게 되었다.

## 구단 경력

### 메스
2018년 7월 28일, 자미루는 리그 2의 메스와 3년 계약을 체결하였다.

### 필라델피아 유니언
2019년 3월, 몬테이루는 임대와 구매를 연장할 수 있는 옵션으로 메이저 리그 사커의 필라델피아 유니언으로 4개월 임대 이적을 했다. 유니언에서의 그의 활약은 팀이 2019년 시즌 말까지 임대를 연장하는 것을 정당화했다. 몬테이루는 MLS에서 그의 첫 시즌을 26경기에 출전했고, 그 중 22경기는 선발 라인업의 일부로 출전했다. 그는 4골 9도움을 제공하여 궁극적으로 유니언이 그들의 첫 번째 플레이오프 승리를 거두도록 도왔다. 2020년 1월 10일, 그가 메츠로 돌아왔다는 이전의 보도와 달리, 몬테이루는 구단 기록적인 2백만 달러의 이적료로 유니언에 의해 영구적으로 계약되었다. 그는 지정 선수로서 클럽과 3년 계약을 체결했다. 몬테이루는 2020년 서포터스 실드에서 유니언의 첫 번째 주요 트로피에 기여하는 4골 4도움으로 2020 시즌을 마쳤다.

### 산호세 어스퀘이크스
2022년 2월 14일, 몬테이루는 산호세 어스퀘이크스에 서명했다. 그의 이적에 대한 대가로 필라델피아 유니언은 25만 달러의 할당금, 국제 명단 슬롯, 그리고 최대 20만 달러의 성과급 할당금을 받았다. 그는 지정 선수로 산호세와 계약했다. 2022년 5월 14일, 몬테이루는 밴쿠버 화이트캡스와의 경기에서 산호세 소속으로 첫 골을 넣으며 3-3 무승부를 기록했다. 2022년 5월 19일, 몬테이루는 포틀랜드 팀버스를 3-2로 이긴 경기에서 그의 두 골을 인정받아 2022년 시즌 12주차 MLS 이주의 선수상을 수상했다.

## 국가대표팀 경력
몬테이루는 네덜란드에서 카보베르데 혈통의 부모님에게 태어났다. 2016년 3월, 몬테이루는 2017년 아프리카 네이션스컵 예선 전을 위한 카보베르데 국가대표팀의 첫 국제 부름을 받았다. 그는 2-0으로 패한 모로코와의 경기에서 후반전에 데뷔 전을 치렀다. 2021년 10월 7일, 몬테이루는 라이베리아와의 2022년 FIFA 월드컵 예선 2차전에서 첫 국가대표팀 골을 넣었다.
몬테이루는 2021년 아프리카 네이션스컵에 출전하는 카보베르데 국가대표팀의 일원이었다. 그는 팀의 조별 리그 A조 2, 3차전에 출전했는데, 부르키나파소에 1-0으로 패하고, 개최국 카메룬과 1-1 무승부를 기록했다. 대회 세 번째 출전은 16강에서 최종 우승국인 세네갈에 2-0으로 패한 것이다.
2023년 12월, 몬테이루는 코트디부아르에서 열린 2023년 아프리카 네이션스컵 두 번째 대회에 출전하기 위해 카보베르데 국가대표팀에 이름을 올렸다. 그는 가나와의 조별 리그 B조 첫 경기에서 2-1로 승리한 전반 17분에 카보베르데의 선제골을 넣었다.